# Stora Bågtjärnen
Stora Bågtjärnen är en sjö i Borås kommun i Västergötland och ingår i Viskans huvudavrinningsområde.